# 펑리야오
펑리야오(중국어: 彭立堯, 1992년 1월 14일~)는 중국의 바둑 기사이다. 2004년 프로가 되었다.

## 경력
- 2007년 4단 승단
- 2009년 5단 승단
- 2010년 위부방개배 준우승 (대 구링이)
- 2011년 제3회 BC카드배 32강, 제16회 삼성화재배 16강
- 2012년 제17회 LG배 16강, 삼성화재배 32강, 위부방개배 우승 (대 판팅위)
- 2013년 기성전 4강, 제4회 인천 실내&무도 아시안게임 바둑 혼성페어 금메달, 남자단체 은메달